# Rakkestad
Rakkestad és un municipi situat al comtat d'Østfold, Noruega. Té 8.084 habitants (2016) i té una superfície de 435 km². El centre administratiu del municipi és el poble homònim. En àrea, és el segon municipi més gran del seu comtat i forma una de les zones agrícoles més grans de Noruega.
Rakkestad va ser establert com a municipi l'1 de gener de 1838. Degernes es va separar de Rakkestad per esdevenir municipi propi l'1 de gener de 1917, però va ser inclòs de nou a Rakkestad l'1 de gener de 1964.
Rakkestad té un aeroport civil, l'aeroport de Rakkestad-Aastorp.

## Informació general

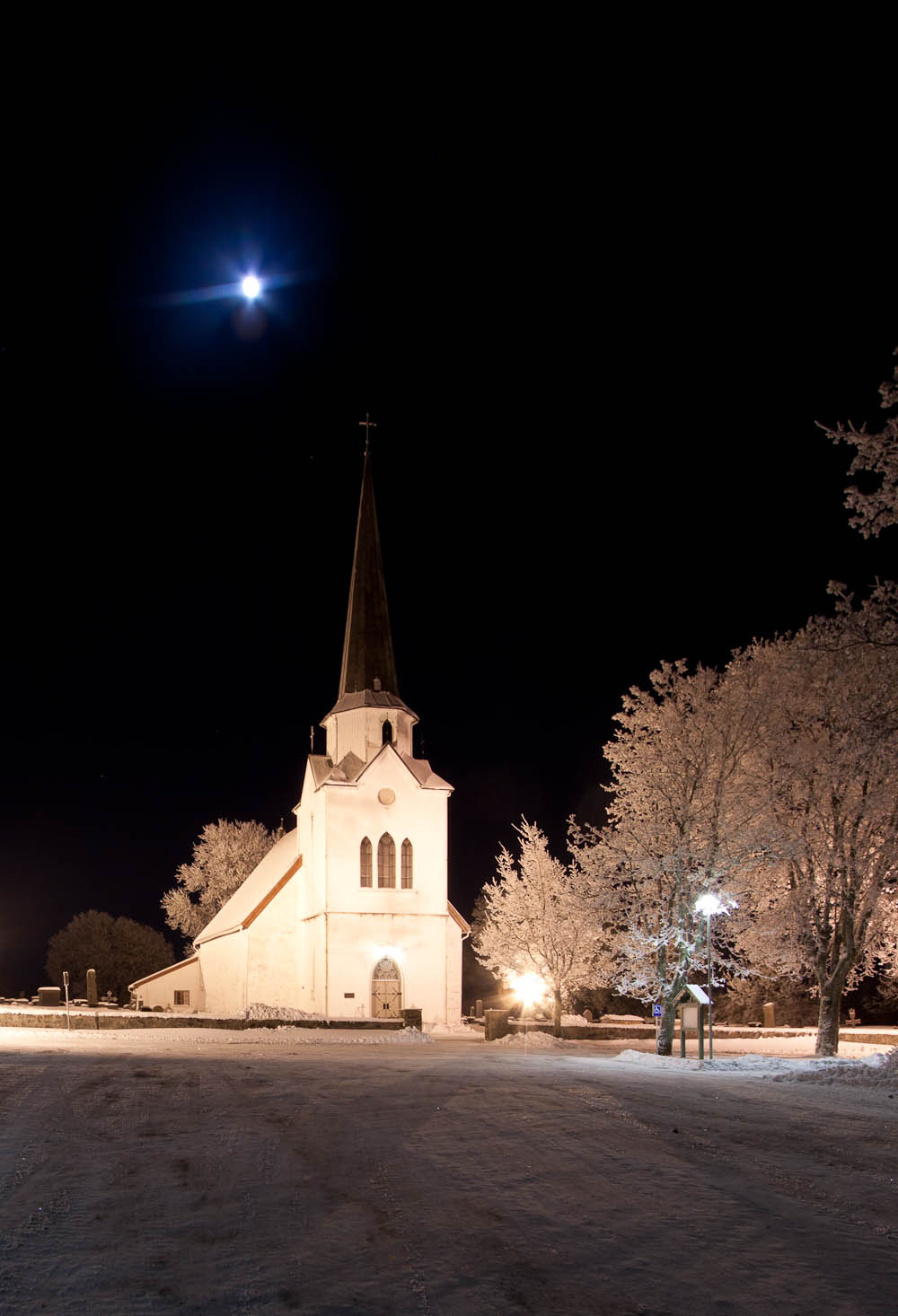
L'església de Rakkestad.

### Nom
El nom del municipi (originalment una parròquia) fa referència a un antic ranxo anomenat Rakkestad (en nòrdic antic: Rakkastaðir). El primer element és el cas genitiu del nom d'home en nòrdic (epítet) Rakki i l'últim element és staðir que significa "casa de camp" o "ranxo".

### Escut d'armes
L'escut d'armes de Rakkestad va ser creat el 1975. L'escut simbolitza l'estreta relació de Rakkestad amb l'agricultura. El mateix posseeix una línia de formes de trèvol grogues a la part superior i verdes a la part inferior. Els dos inferiors són símbols de les tasques agrícola-ramaderes i les forestals, i els superiors simbolitzen les indústries noves, el comerç i les artesanies. Els tres trèvols erectes també representen les tres parròquies del municipi: Rakkestad, Degernes i Os.

## Indústria

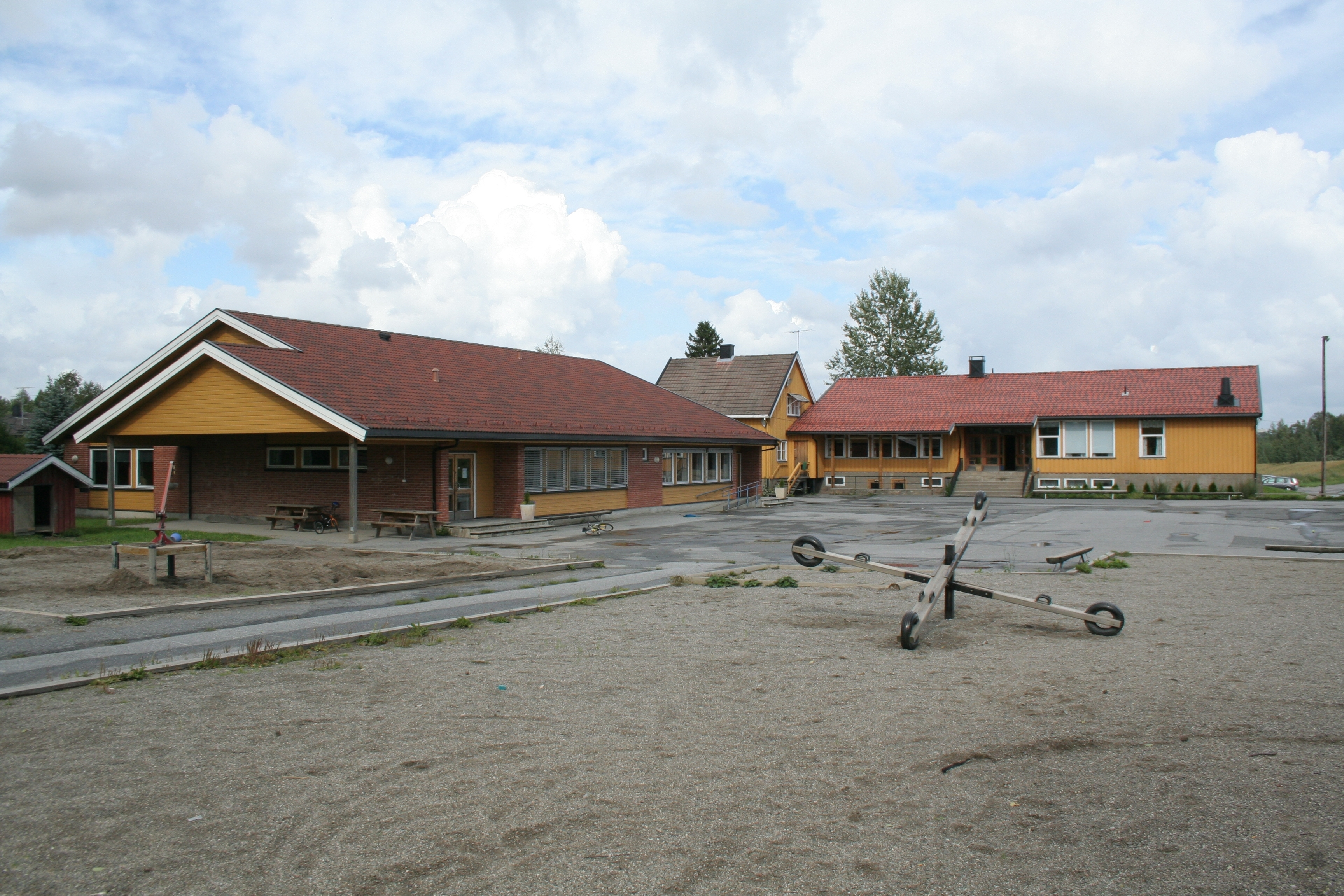
L'escola de Rakkestad.

Des de sempre l'explotació agrícola-ramadera i la indústria forestal han tingut un paper important en l'assentament i ocupació en Rakkestad. Per tant, les principals indústries són el cultiu de gra, la ramaderia, i la producció làctia. Rakkestad també ha desenvolupat una economia diversificada basada en l'agricultura i ús dels boscos com ara instal·lacions de feina d'aus de corral i estació d'embalatge d'ous, sitja i molta de grans, fàbriques de processament de fusta i comerç de maquinària agrícola. També s'ha desenvolupat una indústria mecànica d'avançada que atén les necessitats de les indústries de processos, marítimes i d'explotacions offshore.

## Naturalesa
Rakkestad posseeix extenses zones de pujols boscosos que brinden excel·lents oportunitats al llarg de tot l'any per desenvolupar activitats recreatives. Hi sengles senyalitzades per practicar hiking i esquí de fons.

### Caça
El municipi de Rakkestad disposa de possibilitats per practicar caça menor com també per a la caça del cabirol en els boscos del municipi, que abasten uns 18 km². Hi ha possibilitats d'allotjar-se a xacres i en cabanes.

### Pesca
Els propietaris de la terra, clubs de pesca, i altres han realitzat importants esforços per cultivar els llacs i assegurar una bona pesca. A la majoria dels llacs se'ls agrega calç cada any per controlar la seva acidesa, amb suport del govern. Anualment es sembren fresa i alevins. Quan el cultiu és realitzat amb fons del govern, totes les persones tenen dret a pescar, bé en forma gratuïta o contractant una llicència de pesca segons sigui el cas.
Existeixen registres que mostren que en Rakkestad ha més de 20 espècies de peixos d'aigua dolça. Moltes d'aquestes espècies habiten el riu Rakkestad. Els meandres del riu en tot el seu curs, principalment travessant terres agrícoles, permeten la pesca d'espècies com lluç de riu, rútil, i perca.

## Atraccions

### Linnekleppen
Es recomana una visita a la torre de guaita d'incendis a Linnekleppen. Situat en un dels pics més alts en el comtat, a 325 metres, domina tot el comtat, parts dels comtats veïns i parts de Suècia. Linnekleppen és l'única torre de guaita d'incendis encara en ús a Noruega.

### Rudskogen Motorsenter
Rudskogen Motorsenter és la planta més antiga de carreres d'asfalt de Noruega, que va obrir el 1990. El 2006, el govern va decidir fer Rudskogen Motorsenter el principal centre d'automòbil i motocicleta esportiva. L'objectiu és desenvolupar el centre per ser una instal·lació flexible en què la capacitat es pot augmentar i diverses activitats diferents pot dur a terme de forma simultània. En cooperació amb els municipis de Rakkestad i Sarpsborg, Rudskogen Motorsenter ofereix un entorn per a gairebé totes les sèries en automòbils i motocicletes esportives.